# Чано (Модена)
Чано је насеље у Италији у округу Модена, региону Емилија-Ромања.
Према процени из 2011. у насељу је живело 139 становника. Насеље се налази на надморској висини од 388 м.